# Charles-Louis Pinson de Ménerville
Pour les articles homonymes, voir Ménerville (homonymie).
 (juillet 2025).
La mise en forme du texte ne suit pas les recommandations de Wikipédia : il faut le « wikifier ».
Les points d'amélioration suivants sont les cas les plus fréquents :
- Les titres sont pré-formatés par le logiciel. Ils ne sont ni en capitales, ni en gras.
- Le texte ne doit pas être écrit en capitales (les noms de famille non plus), ni en gras, ni en italique, ni en « petit »…
- Le gras n'est utilisé que pour surligner le titre de l'article dans l'introduction, une seule fois.
- L'italique est rarement utilisé : mots en langue étrangère, titres d'œuvres, noms de bateaux, etc.
- Les citations ne sont pas en italique mais en corps de texte normal. Elles sont entourées par des guillemets français : « et ».
- Les listes à puces sont à éviter, des paragraphes rédigés étant largement préférés. Les tableaux sont à réserver à la présentation de données structurées (résultats, etc.).
- Les appels de note de bas de page (petits chiffres en exposant, introduits par l'outil «  Source ») sont à placer entre la fin de phrase et le point final[comme ça].
- Les liens internes (vers d'autres articles de Wikipédia) sont à choisir avec parcimonie. Créez des liens vers des articles approfondissant le sujet. Les termes génériques sans rapport avec le sujet sont à éviter, ainsi que les répétitions de liens vers un même terme.
- Les liens externes sont à placer uniquement dans une section « Liens externes », à la fin de l'article. Ces liens sont à choisir avec parcimonie suivant les règles définies. Si un lien sert de source à l'article, son insertion dans le texte est à faire par les notes de bas de page.
- La présentation des références doit suivre les conventions bibliographiques. Il est recommandé d'utiliser les modèles {{Ouvrage}}, {{Chapitre}}, {{Article}}, {{Lien web}} et/ou {{Bibliographie}}. Le mode d'édition visuel peut mettre en forme automatiquement les références.
- Insérer une infobox (cadre d'informations à droite) n'est pas obligatoire pour parachever la mise en page.

Pour une aide détaillée, merci de consulter Aide:Wikification.
Si vous pensez que ces points ont été résolus, vous pouvez retirer ce bandeau et améliorer la mise en forme d'un autre article.
Charles-Louis Pinson de Ménerville (né le 8 avril 1808 à Paris où il est mort le 21 septembre 1876) est un magistrat français, Premier Président de la Cour d'Alger de 1874 à 1876.

## Parcours
La vie et la carrière de Charles-Louis Pinson de Ménerville n’ont pas encore donné naissance à des études fouillées, Narcisse Faucon (Le livre d'or de l'Algérie) est le seul auteur qui nous apporte quelques renseignements. Le futur président de la cour d’Alger débarque à Alger en 1831, il est donc âgé de vingt-trois ans. Nous ne savons rien :
1. des raisons de son arrivée en Algérie : est-il politiquement hostile au régime de Louis-Philippe ?
2. de sa formation, ni de ses études antérieures, N. Faucon évoque de façon elliptique « ses études préparatoires », s’agit-il d’un début de formation juridique, ou bien d’un enseignement à l’École des Langues orientales ? Ceci est peu probable car rien ne permet de croire que Pinson de Ménerville parle l'arabe. Tout laisse à penser que le bagage universitaire devait être modeste, il n’occupe alors qu’un emploi de secrétaire au bureau sanitaire du port d’Alger.

Il obtient le diplôme de licencié (certainement en droit) le 25 avril 1834. Il apparaît comme avocat-défenseur à Alger le 14 novembre 1834, ce qui, selon Pellissier de Reynaud, ne présuppose aucune qualité particulière. Huit ans plus tard, le 24 mai 1842, il sollicite du ministre de la guerre son entrée dans la magistrature. Il accepte alors un poste de juge d’instruction à Skikda ; en 1844 il dirige le parquet du nouveau tribunal d’Annaba. Vice-président du tribunal d’Alger cinq ans plus tard, il entre à la Cour d’Alger le 11 mars 1852. Le 15 novembre 1874 il accède à la fonction judiciaire suprême en Algérie, celle de premier président de la cour d’Alger. La fonction de Premier Président de la Cour d'Alger a été créée le 13 décembre 1858, Ménerville en est le quatrième titulaire (après : de Vaulx,  Pierrey et Cuniac). Il meurt en 1876.

## Postérité
- Un hommage exceptionnel lui est rendu par le décret présidentiel du 2 janvier 1877 qui, sur proposition du Gouverneur général Chanzy, confère son nom à la commune du Col des Beni-Aïcha, l’actuelle commune de Thénia. Elle a porté le nom de Ménerville jusqu'en 1965,

## Publications
Les données qui suivent proviennent de la BnF.
Pinson de Ménerville a rédigé deux ouvrages fondamentaux.
- Jurisprudence de la Cour impériale d’Alger en matière Civile et Commerciale. 1834-1854, Recueil contenant l’analyse sommaire de tous les jugements et arrêts rendus sur des questions de droit par le Tribunal supérieur et la Cour depuis l’institution de la Magistrature en Algérie, avec annotations, par M. P. De Ménerville, Conseiller à la Cour Impériale d’Alger, Alger 1855.

Cet ouvrage avait été précédé, quelques années plus tôt, du
- Dictionnaire de la législation algérienne. Manuel raisonné des lois, ordonnances, décrets, décisions et arrêtés publiés au Bulletin officiel des actes du gouvernement, du 5 juillet 1830 au 31 décembre 1852, Alger, Mme Philippe, 1853,

qui fut suivi du
- Dictionnaire de la législation algérienne, premier supplément. Manuel des lois, ordonnances, décrets, décisions et arrêtés publiés au Bulletin officiel des actes du gouvernement pendant les années 1853-54-55, Alger, Madame Philippe, 1856

et qui deviendra dans l’édition finale :
- Dictionnaire de la législation algérienne. Code annoté et manuel raisonné des lois, ordonnances, décrets, décisions et arrêtés publiés au Bulletin officiel des actes du gouvernement, t. 1, 1830-1860, Alger, 1867 ; t. 2, 1860-1866, Alger, 1866 et t. 3, 1866-1872, Alger, 1872.

## Sources
- Narcisse Faucon, Le Livre d’Or de l'Algérie, Paris, 1889, p. 386-387, consultable sur Gallica.
- Claude Bontems, Le droit musulman algérien à l'époque coloniale, Genève, 2014, p. 296-297.
- Dossier personnel : Arch. Nat. BB 6 (II) 340.
- Dossier Légion d’honneur : Arch. Nat. LH/2168/29.